# Schaditz
Schaditz ist eine Ortschaft und eine Katastralgemeinde der Stadtgemeinde Raabs an der Thaya im Bezirk Waidhofen an der Thaya im niederösterreichischen Waldviertel mit 45 Einwohnern (Stand 1. Jänner 2024).

## Geografie
Das vom Frattingbach durchflossene Dorf befindet sich nahe der Staatsgrenze zu Tschechien und wird von den Landesstraßen L8077 und L8079 erschlossen. Am 1. April 2020 umfasste die Ortschaft 29 Adressen.

## Geschichte
Das Dorf wurde um 1260 erstmals urkundlich erwähnt und mit zwei Häuserzeilen längs eines Angers angelegt.
Der Ort wurde im frühen 17. Jahrhundert zweimal von evangelischen Truppen geplündert und auch die katholische bayrische Armee hauste und wütete am Weg zur Schlacht am Weißen Berg im Ort. Andere Dörfer wie etwa Wilhelmsdorf wurden nicht wieder errichtet.
Auch Johann Georg Grasel trieb hier im beginnenden 19. Jahrhundert sein Unwesen, als er im örtlichen Gasthaus eine Sauferei begann, die nördlich von Obergrünbach mit einem Mord endete. Im Jahr 1822 wurde der Ort als Dorf mit 26 Häusern genannt, das nach Großau eingepfarrt war, wohin auch die Kinder eingeschult wurden. Die Herrschaft Drosendorf besaß die Ortsobrigkeit, übte die Landgerichtsbarkeit aus und besorgte die Konskription. Die Untertanen und Grundholde des Ortes gehörten den Herrschaften Drosendorf und Geras. Laut Adressbuch von Österreich waren im Jahr 1938 in Schaditz ein Gastwirt, ein Schmied, eine Schneiderin, ein Tischler und zahlreiche Landwirte ansässig.

## Siedlungsentwicklung
Zum Jahreswechsel 1979/1980 befanden sich in der Katastralgemeinde Schaditz insgesamt 48 Bauflächen mit 35.680 m² und 56 Gärten auf 33.067 m², 1989/1990 gab es 49 Bauflächen. 1999/2000 war die Zahl der Bauflächen auf 70 angewachsen und 2009/2010 bestanden 43 Gebäude auf 104 Bauflächen.

## Bodennutzung
Die Katastralgemeinde ist landwirtschaftlich geprägt. 339 Hektar wurden zum Jahreswechsel 1979/1980 landwirtschaftlich genutzt und 0 Hektar waren forstwirtschaftlich geführte Waldflächen. 1999/2000 wurde auf 341 Hektar Landwirtschaft betrieben und 0 Hektar waren als forstwirtschaftlich genutzte Flächen ausgewiesen. Ende 2018 waren 336 Hektar als landwirtschaftliche Flächen genutzt und Forstwirtschaft wurde auf 0 Hektar betrieben. Die durchschnittliche Bodenklimazahl von Schaditz beträgt 53,3 (Stand 2010).